# MFC Tatishvili
Il Tatishvili è una squadra georgiana di calcio a 5, fondata nel 2016 con sede a Tbilisi.

## Palmarès
- Campionato georgiano: 1

2017-18
- Coppa della Georgia: 1

2015-16